# Strasbourg International 2002
Die Strasbourg International 2002 im Badminton fanden vom 11. bis zum 12. Mai 2002 in Strasbourg statt. Es war die 26. Auflage dieser Turnierserie. Organisator der Veranstaltung war die Vereinigung CEBA Strasbourg.

## Sieger
| Disziplin    | Sieger                           |
| ------------ | -------------------------------- |
| Herreneinzel | Michael Christensen              |
| Dameneinzel  | Mette Pedersen                   |
| Herrendoppel | Dharma Gunawi Yoseph Phoa        |
| Damendoppel  | Karina Sørensen Mette Pedersen   |
| Mixed        | Dennis S. Jensen Karina Sørensen |